# Ilypnus gilberti
Ilypnus gilberti är en fiskart som först beskrevs av Eigenmann och Eigenmann, 1889.  Ilypnus gilberti ingår i släktet Ilypnus och familjen smörbultsfiskar. IUCN kategoriserar arten globalt som livskraftig. Inga underarter finns listade i Catalogue of Life.